# Musée de l'Image
Ne doit pas être confondu avec Cité de l'Image ou Imagerie d'Épinal.
Le musée de l'Image est un musée municipal créé en mai 2003 au 42, quai de Dogneville à Épinal dans les Vosges (France), où est conservée l'une des plus importantes collections d'images populaires françaises et étrangères du XVIIe siècle à nos jours. Labellisé musée de France, il abrite une collection de 110 000 images. Il est situé juste devant l'imagerie d'Épinal fondée par Jean-Charles Pellerin dont il détient les fonds.

## Bâtiment
Inauguré le 3 mai 2003,, le musée de l'Image, qui fait face à la Moselle, est compris dans un bâtiment contemporain dont la façade en verre laisse deviner une « fête au village », gigantesque fresque formée d’une foule de petites images. Le bâtiment a été conçu par Repérages Architecture (Adeline Rispal et Jean-Jacques Raynaud), associés à Jean-Luc Gérard et au bureau d'études Sigma. 
D'une envergure de 2 000 m2, le Musée de l’Image d’Épinal «cadre» ancienne l’usine Pellerin, l'une des plus importantes fabriques imagières de l'histoire de la ville et l’intègre ainsi comme objet du musée. L'usine Pellerin — fondée en 1796 et aujourd'hui appelée imagerie d'Épinal — complète le site « Cité de l'Image ». L'intention d'origine était de proposer une offre culturelle complémentaire : l'aspect technique de la fabrication des images étant traité dans l'Imagerie Pellerin ; les aspects historiques et culturels, la connaissance et la lecture de l'image notamment, s'appréhendaient au musée.
L'aile nord du musée abrite l'administration, le centre de documentation et le service des publics. L'aile sud comprend l'accueil, les salles d'exposition et les réserves. 
Devant le musée, une esplanade comprend un parking séparé par des barrières végétales.

## Collection
Conçu dès l'origine pour être un musée de l'image et non pas de l'imagerie d'Épinal — même si ce domaine présentait un grand intérêt eu égard à la présence de nombreuses imageries en Lorraine — le musée de l'Image est un musée municipal.

### Images anciennes
Le musée de l'image conserve de nombreuses feuilles produites dans les grands centres imagiers français du XVIIe siècle à nos jours. Il est particulièrement riche de la période du XIXe siècle, qui voit la mise en place des imageries de l'ère industrielle dans l'est de la France (Épinal, Metz, Jarville, Pont-à-Mousson, Wissembourg…). Les imageries étrangères sont également représentées : Europe (Allemagne, Italie, Belgique, Espagne, Autriche…), mais aussi l'Inde, le Japon, la Chine, le Mexique… Quelques éléments d'impression – bois gravés et pierres lithographiques – proviennent essentiellement de l'Imagerie d'Épinal.

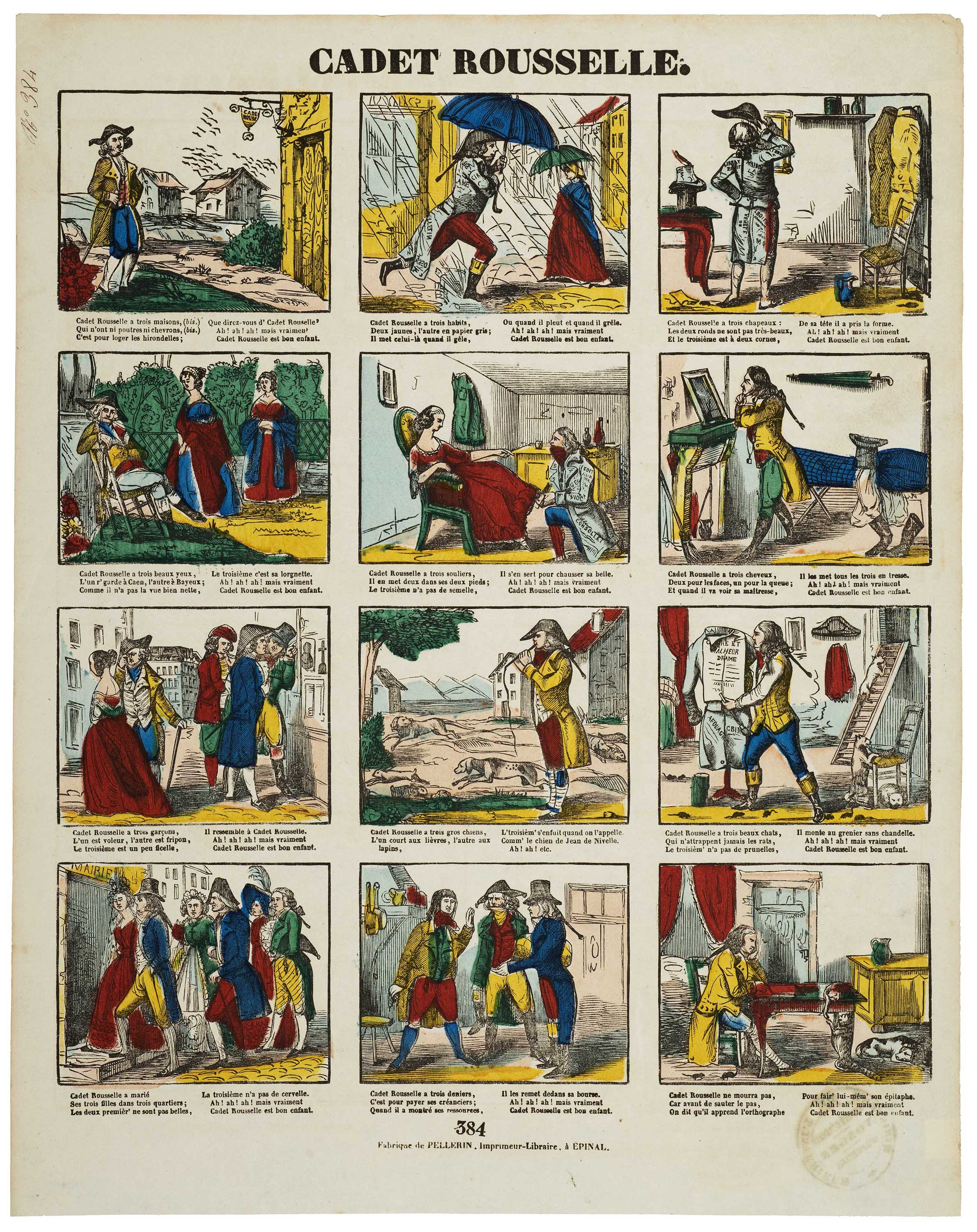
Pellerin, imprimeur-éditeur, Épinal, 1844, gravure sur bois coloriée au pochoir, 41.4 x 32.7 cm. Coll. Musée de l’Image, Ville d’Épinal. © Musée de l’Image – Ville d’Épinal / cliché E. Erfani

En juin 2010, la ville d'Épinal acquiert la collection privée de Henri George. Cet ensemble, comptant quelque 85 000 pièces, se compose non seulement d'images populaires ou religieuses – dont des canivets particulièrement rares –, mais également de vues d'optique, de chromos publicitaires, et d'imprimés de colportage… Ces pièces viennent enrichir les collections du musée de l'image, qui voit ainsi son fonds tripler de volume, faisant de lui la troisième collection publique française du genre après la Bibliothèque nationale de France et le Mucem à Marseille.

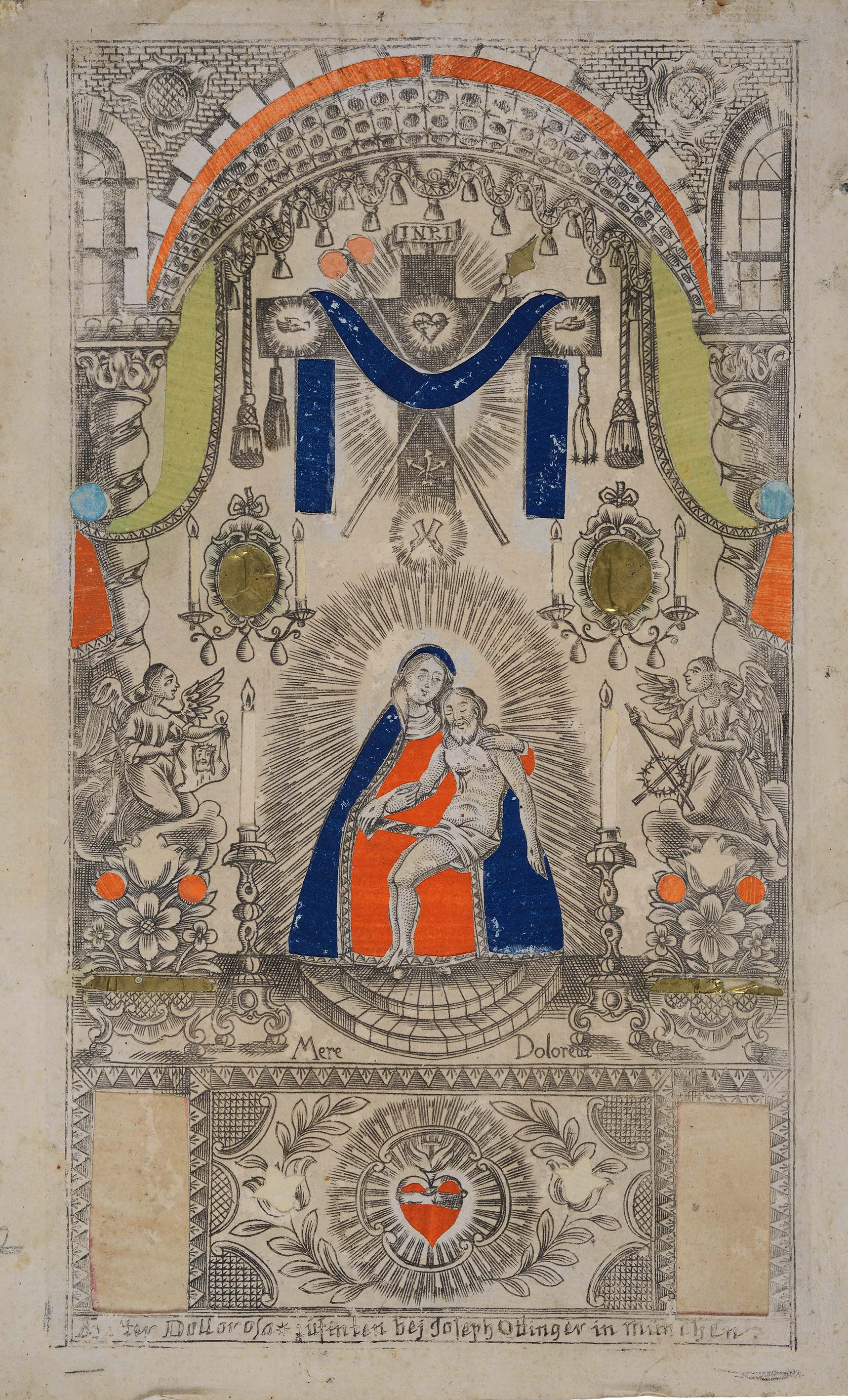
Joseph Ottinger, imprimeur-éditeur, Munich, 2e moitié du XVIIIe siècle, gravure sur cuivre ajourée avec ajouts de papiers colorés et métallisés, 30.9 x 18.9 cm. Coll. Musée de l’Image, Ville d’Épinal.

Chaque année, le musée de l’Image enrichit ses collections par des achats ou des dons. Ainsi, plus de trois cents pièces de la collection Charles Pierre ont été acquises en 2019 lors d’une vente aux enchères. Parmi celles-ci se trouvent des œuvres rares d’imageries parisiennes, de la Rue Saint-Jacques, ou encore du graveur du XVIIIe siècle Joseph Ottinger.

### Œuvres et images contemporaines
Le musée de l’Image acquiert également des images modernes et contemporaines s’inscrivant dans la continuité des productions traditionnelles : panneaux scolaires pédagogiques créés par André Rossignol à Montmorillon dans les années 1950, maquettes à découper et à monter soi-même produites à la fin du XXe siècle, viennent ainsi compléter les collections.
Il développe aussi depuis son ouverture une politique d’acquisition en direction des artistes contemporains dont les œuvres entre « en connivence » avec les collections anciennes. Parmi celles-ci se trouvent les peintures de Dorothée Selz, les photographies de Clark et Pougnaud et le thème des degrés des âges, les œuvres de Jochen Gerner, Teun Hocks  et Patrick Neu, les photographies de Jacqueline Salmon, Karen Knorr, Gladys, Claire Chevrier, Richard Petit, Paola de Pietri, Charles Fréger, Laura Henno, les gravures de Benoît Jacques et Frédéric Coché…

## Expositions

### Salle permanente
La salle d’exposition permanente développe sur 400 m2 l'histoire de l'imagerie populaire du XVIIe siècle à nos jours, et présente les graveurs, les centres imagiers… Elle explique les fonctions des images : édifier, jouer, instruire, vendre… Montrant images religieuses, historiettes pour enfants sages, images de propagande, théâtres de papier, feuilles de soldats, images satiriques et publicités, l'exposition aborde la plupart les thèmes traités dans l'imagerie populaire.
Pour des raisons de conservation, les images de la salle permanente sont remplacées tous les six mois pour ne pas être exposées trop longtemps à la lumière.

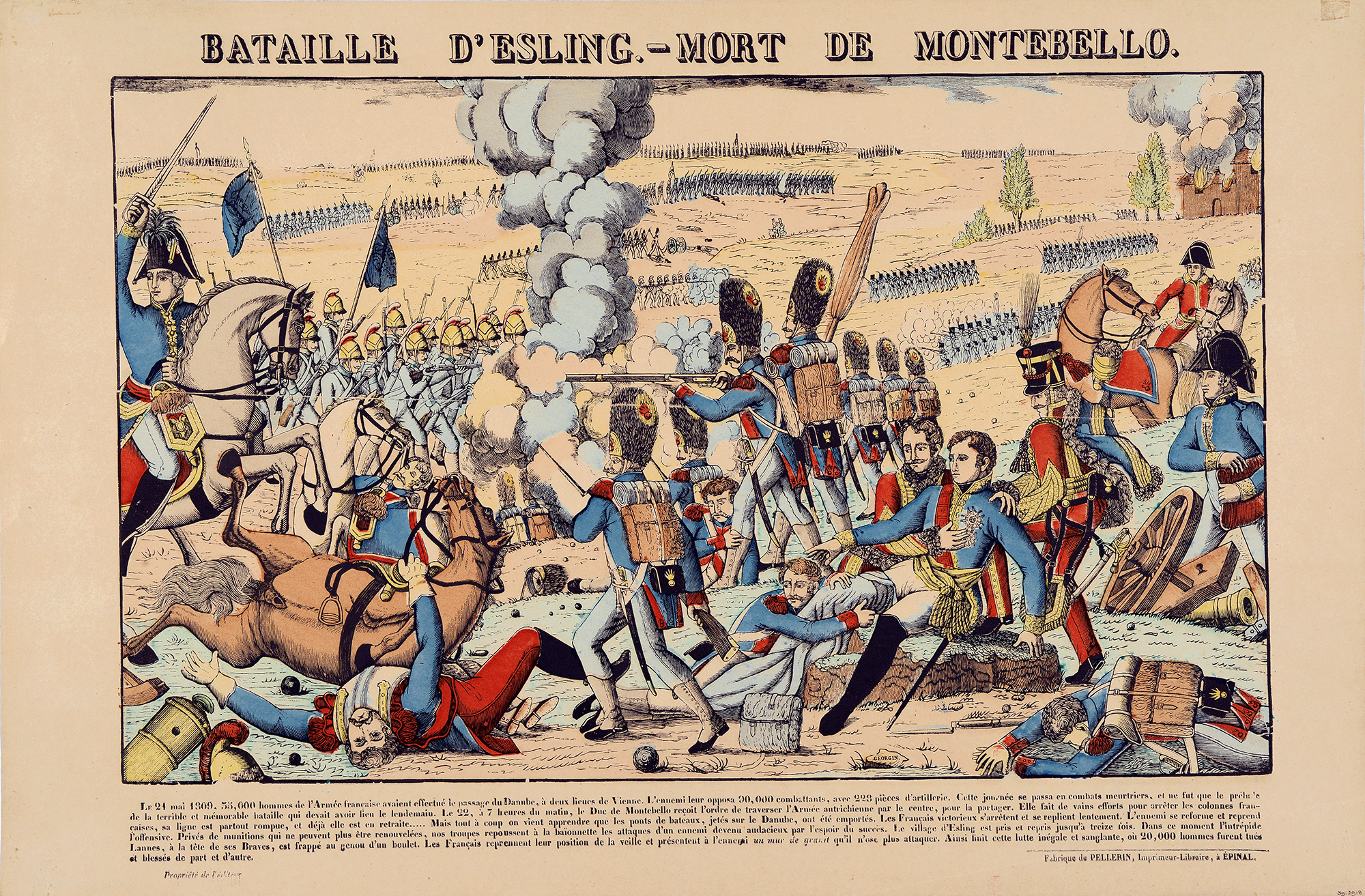
François Georgin, graveur, d’après Carle Vernet, Pellerin, imprimeur-éditeur, Épinal, 1829, gravure sur bois coloriée au pochoir, 41.8 x 63.8 cm. Coll. Musée de l’Image, Ville d’Épinal.

### Expositions temporaires
Plusieurs expositions temporaires sont proposées chaque année. Elles développent des thématiques qui permettent d’approfondir des sujets liés à l'imagerie. Depuis son ouverture, le musée a proposé des expositions temporaires sur des thèmes aussi variés que Napoléon, les contes de Perrault, les Amériques, les décors de théâtre, ou encore les années 1960…

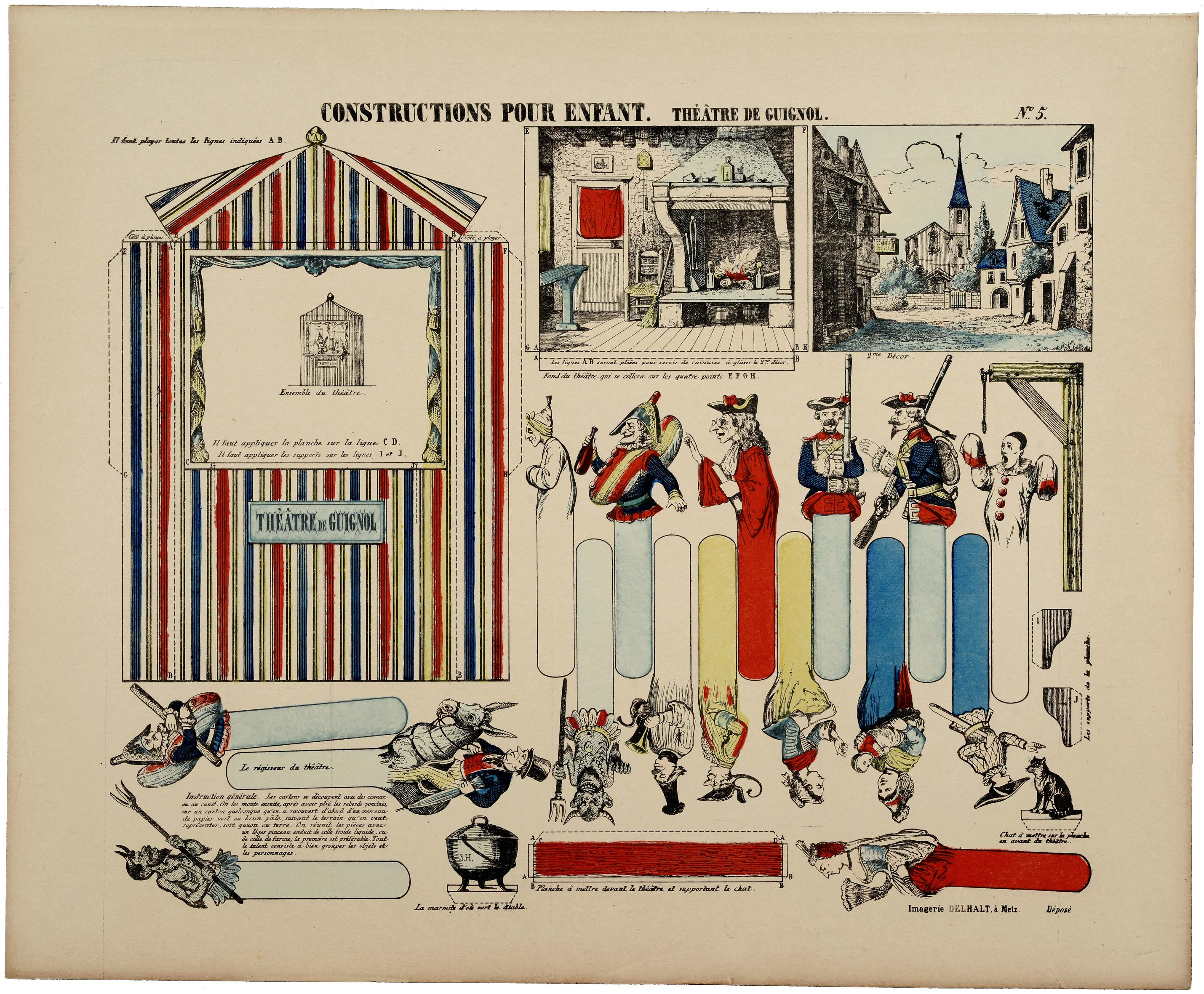
Delhalt, imprimeur-éditeur, Metz, entre 1879 et 1892, lithographie coloriée au pochoir, 40.2 x 49 cm. Coll. Musée de l’Image, Ville d’Épinal.

Grâce à la lecture des images, le musée apporte un éclairage sur l'évolution des mœurs, des goûts, de notre imaginaire… Il élargit toujours le propos en comparant images d'hier et images d'aujourd'hui, afin que les unes permettent la compréhension des autres. Chaque exposition est l'occasion de faire connaître le travail d’artistes contemporains, en « connivence » avec les images anciennes.
Plus récemment, des expositions ont été réalisées autour des thèmes de la Première Guerre mondiale, à l’occasion du centenaire, du triomphe, des théâtres d’ombres, du jardin potager, du thème iconographique de la Fuite en Égypte ainsi que de la figure du loup dans l’imagerie populaire.

## Publications
- Saint-Nicolas-des-Lorrains, Épinal, Musée de l'Image, 1996, 88 p.
- Glucq, le bonheur d'apprendre, Épinal, Musée de l'Image, 1997, 9 fiches 30 x 40 cm.
- Napoléon, images de légende, Épinal, Musée de l'Image, 2003, 103 p.  (ISBN 2-912140-02-1)
- Dorothée Selz, sage comme les images, Épinal, Musée de l'Image, 2003, 48 p.  (ISBN 2-912140-03-X)
- Jacqueline Salmon | Paysages d'Épinal, Épinal, Musée de l'Image, 2004, 48 p.  (ISBN 2-912140-04-8)
- Les Vilains, variations sur les images des contes de Perrault, Épinal, Musée de l'Image, 2004, 176 p.  (ISBN 2-912140-05-6)
- C'est la vie | Léonard Foujita, mon intérieur I et II, Images des Degrés des âges, Clark et Pougnaud, photographies, Épinal, Musée de l'Image, 2005, 124 p.  (ISBN 2-912140-06-4)
- Décors, théâtres de papier, le Théâtre du Peuple à Bussang, Épinal, Musée de l'Image, 2005, 208 p.  (ISBN 2-912140-07-2)
- L'Amour des images| Gladys, 1, Épinal, Musée de l'Image, 2006, 372 p.  (ISBN 2-912140-080)
- L'Amour des images | Création après trois ans à l'École Supérieure d'Art d'Épinal, 2, Épinal, Musée de l'Image, 2007, 272 p.  (ISBN 2-912-140-09-9)
- Les Années Martine, images de 1954 à 1965, Épinal, Musée de l'Image, 2007, 288 p.  (ISBN 2-912-140-10-2)
- Mythiques Amériques, Voyage avec les photographies de Dominique Darbois, Épinal, Musée de l'Image, 2008, 304 p.  (ISBN 2-912140-11-0)
- Ni tout à fait la même, ni tout à fait une autre, des chefs-d'œuvre comme modèles, Épinal, Musée de l'Image, 2009, 250 p. (ISBN 2-912-140-12-9)
- La Pluie, images, textes et musiques, Épinal, Musée de l'Image, 2009, 96 p.  (ISBN 2-912-140-13-7)
- Sur les routes, Épinal, Musée de l'Image, 2010, 284 p.  (ISBN 2-912140-14-5)
- Connivence 1 | Claire Chevrier, photographies | Images indiennes, Épinal, Musée de l'Image, 2010, 168 p.  (ISBN 2-912140-15-3)
- Connivence 2 | Monde à l'envers | Patrick Neu, Épinal, Musée de l'Image, 2011, 224 p.  (ISBN 2-912140-16-1)
- Les neiges | Images, textes et musiques | Richard Petit, photographies, Épinal, Musée de l'Image, 2011, 119 p.  (ISBN 2-912-140-17-X)
- Le mystère des choses | « Tombés du ciel », légendes et miracles | Corinne Mercadier, photographies, Épinal, Musée de l'Image, 2012, 176 p.  (ISBN 2-912-140-18-8)
- C'est une « image d'Épinal », Épinal, Musée de l'Image, 2013, 294 p.  (ISBN 2-912140-19-6)
- 14/18 | L'enfant découpait des images | Paola de Pietri, photographies, Épinal, Musée de l'Image, 2014, 288 p.  (ISBN 2-912140-20-X)
- Thomas Scotto, La vie encore (illustration Zoé Thouron), Épinal, Éditions Pourquoi pas ?, 2014, 53 p.  (ISBN 979-10-92353-14-3)
- Tourments | Histoires d'amours et Christina Lucas, vidéos, Épinal, Musée de l'Image, 2014, 300 p.  (ISBN 2-912140-21-8)
- L'esprit des bêtes | Le rire de Benjamin Rabier | Charles Fréger, photographies, Épinal, Musée de l'Image, 2015, 328 p.  (ISBN 2-912140-22-6)
- Triomphe | Des victoires, Rome 300 av. J.-C., Paris 1998 | Frédéric Coché, Épinal, Musée de l'Image, 2016, 240 p.  (ISBN 2-912140-23-4)
- Les ombres. Ombres chinoises et autres variations, Épinal, Musée de l'Image, 2016, 391 p.  (ISBN 2-912140-24-2)
- Aventure 1. En forêt, des boules de Noël, Épinal, Musée de l'Image, 2016, 32 p.  (ISBN 2-912-140-25-0)
- Le jardin potager. Un petit monde, Musée de l'Image, 2017, 327 p.  (ISBN 2-912-140-27-7)
- Aventure 1. Terre, Épinal, Musée de l'Image, 2017, 44 p.  (ISBN 2-912140-26-9)
- La fuite en Égypte. La vie sauve, Épinal, Musée de l'Image, 2018, 317 p.  (ISBN 978-2-912140-28-9)
- Images sur les murs. De Bessans à Pont-Aven, Épinal, Musée de l'Image, 2018, 347 p.  (ISBN 978-2-912140-29-6)
- Loup ! Qui es-tu ? Épinal, Musée de l'Image, 2019, 48 p.  (ISBN 978-2-912140-30-2)
- Plein la vue ! Jeux & Illusions d'optique dans l'imagerie populaire, Épinal, Musée de l'Image, 2023, 132 p.  (ISBN 978-2-912140-30-2)

## Expositions temporaires depuis l'ouverture du Musée de l'Image en 2003
- Napoléon, images de légendes, 2003.
- Dorothée Selz. Sages comme les images, 2004
- Jacqueline Salmon. Paysages d’Épinal, 2004.
- Les Vilains, variations sur les images des contes Perrault, 2004.
- C’est la vie, les degrés des âges, 2005.
- Décors, théâtres de papier, le Théâtre du Peuple à Bussang, 2006.
- L’Amour des images 1, 2006.
- L’Amour des images 2, 2007.
- Les années Martine, 2007.
- Les petits bonheurs, 2008.
- Mythiques Amériques, 2008.
- Jours de fête, 2009.
- Ni tout à fait la même, ni tout à fait une autre, 2009.
- La pluie, 2010.
- Sur les routes, 2011.
- Connivence 1. From India, 2011.
- Connivence 2. Mondes à l’envers, 2011.
- Les Neiges, 2012.
- Rois et Reines, 2012.
- La Procession des mystères, 2013.
- C’est une « image d’Épinal », 2013.
- Le Mystère des choses, 2013.
- Portrait d’un lion, 2014.
- 14-18 L’Enfant découpait les images, 2014.
- Tourments, 2014.
- L’esprit des bêtes, 2015.
- Triomphe, 2015.
- Tout change… ou pas, 2016.
- Les ombres, ombres chinoises et autres variations, 2016.
- Aventure n°1. En forêt des boules de Noël, 2016.
- Le jardin potager, un petit monde, 2017.
- Aventure n°2. Terre, 2017.
- La Fuite en Égypte, la vie sauve, 2018.
- Couples, 2018.
- Images sur les murs, de Bessans à Pont-Aven, 2019.
- Traits très noirs, 2019.
- Loup ! Qui es-tu ?, 2020.
- Suivez-moi jeune homme, 2020
- Aux origines de la bande dessinée, l'imagerie populaire, 2021
- Plein la vue ! Jeux & illusions d'optique dans l'imagerie populaire, 2023

## Fréquentation
| Année | Entrées gratuites | Entrées payantes | Total  |
| ----- | ----------------- | ---------------- | ------ |
| 2003  | 2 305             | 17 048           | 19 353 |
| 2004  | 10 565            | 23 149           | 33 714 |
| 2005  | 9 882             | 21 469           | 31 351 |
| 2006  | 8 517             | 18 143           | 26 660 |
| 2007  | 9 284             | 24 786           | 34 070 |
| 2008  | 7 003             | 22 258           | 29 261 |
| 2009  | 5 663             | 21 887           | 27 550 |
| 2010  | 6 989             | 22 379           | 29 368 |
| 2011  | 2 402             | 21 041           | 23 443 |
| 2012  | 3 999             | 20 955           | 24 954 |
| 2013  | 6 940             | 21 067           | 28 007 |
| 2014  | 4 389             | 22 282           | 26 671 |
| 2015  | 3 541             | 21 151           | 24 692 |
| 2016  | 4 577             | 18 512           | 23 089 |
| 2017  | 2 247             | 14 032           | 16 279 |